# اسما بنت عمیس
اسماء دختر عمیس از صحابیات محمد بود. پدرش عمیس بن معاذ از قبیله بنی هاشم بود. مادرش هند بنت عوف و خواهر ناتنی‌اش میمونه بنت حارث، از زنان محمد بود. خواهرش سلمی دختر عمیس همسر حمزه بن عبدالمطلب بود.
اسماء بنت عمیس با خانواده فاطمه رفت‌وآمد بسیار نزدیکی داشت. او اولین تابوتی را که در اسلام ساخته شد، برای فاطمه ساخت. اینکه گفته می‌شود وی قابله حسنین بوده‌است اشتباه بوده، و احتمالاً منظور سلمی بنت عمیس است، زیرا وی در آن زمان همسر جعفر بن ابیطالب بوده و در حبشه حضور داشت.

## ازدواج‌ها
- اسماء نخست با جعفر بن ابی طالب مشهور به جعفر طیار برادر علی ازدواج کرد. در سال هشتم پس از هجرت (۸ قمری)، جعفر در جنگ موته کشته شد.
- پس از کشته شدن جعفر، اسماء با ابوبکر (اولین خلیفه از خلفای راشدین) ازدواج کرد و برای او فرزندی به نام محمد (محمد بن ابوبکر) به دنیا آورد.
- پس از درگذشت ابوبکر، اسماء با علی بن ابی طالب ازدواج کرد. علی، محمد بن ابوبکر را تحت سرپرستی خود گرفت و همچنین اسما از علی صاحب ۲ پسر به نام‌های عون و یحیی شد.